# Tico-tico-alvinegro
O tico-tico-alvinegro (Calamospiza melanocorys) é um pardal de tamanho médio da família Passerellidae, nativo da região central e oeste da América do Norte. Foi designada a ave do estado do Colorado em 1931.

## Taxonomia
O tico-tico-alvinegro é monotípico, o único membro do gênero Calamospiza, e não está intimamente relacionada a nenhum outro gênero. Foi descrita pela primeira vez por J. K. Townsend em 1837, a partir de um espécime coletado em uma viagem que ele fez com Thomas Nuttall, com o nome de Fringilla bicolor. Como esse é um homônimo, Leonhard Stejneger [en] rebatizou a espécie em 1885 como Calamospiza melanocorys. Naquela época, o tico-tico-alvinegro já havia recebido seu próprio gênero, no qual ainda está inserido, por Charles Lucien Bonaparte em 1838.

## Descrição
Eles são pequenos pássaros canoros, com um bico curto, grosso e azulado. Há uma grande mancha branca nas asas e eles têm uma cauda relativamente curta com pontas brancas no final das penas. Os machos reprodutores têm o corpo todo preto com uma grande mancha branca na parte superior da asa. Os machos e as fêmeas não reprodutores têm aparência semelhante e são marrom-acinzentados com listras brancas.

#### Medidas:[5]
- Comprimento: 140-180 mm

- Peso: 37-43 g

- Envergadura: 250-280 mm

## Comportamento
O tico-tico-alvinegro é a mais predominante das espécies de Passeriformes encontradas nas pastagens da América do Norte. Seu hábitat de reprodução são as regiões de pradaria no centro do Canadá e no meio-oeste dos Estados Unidos. Essas aves migram em bandos para o inverno no sul do Texas, no Arizona e no planalto do norte do México no outono.

### Reprodução
As aves normalmente fazem ninhos em colônias dispersas. Os machos sobrevoam seu território e cantam enquanto descem para declarar a propriedade de um território de nidificação. O canto consiste em uma mistura de assobios e trinados. O canto é um "hoo" suave.
O ninho tem formato de uma xícara aberta no chão, em uma área gramada.
Embora sejam socialmente monogâmicos, há um extenso acasalamento extrapares, observado por meio da paternidade extrapares. Nos pássaros canoros, sugere-se que a monogamia social existe devido às oportunidades limitadas de poliginia. Como esperado, há uma agressão considerável entre machos e fêmeas, competindo por acasalamentos. Muitos machos não conseguem encontrar uma parceira social, o que pode ser atribuído à proporção de sexos reprodutores com viés masculino, à monogamia social e à frequência de paternidade extrapares. A aquisição de uma parceira social é um elemento essencial da aptidão do macho, portanto, o sucesso do acasalamento social desempenha um papel significativo na seleção variável das características masculinas.
A seleção sexual é particularmente interessante, pois a escolha do parceiro para as fêmeas é radicalmente diferente de ano para ano. Em anos diferentes, as fêmeas demonstram preferência com base na coloração preta dos machos, no tamanho da mancha da asa, no tamanho do bico, bem como em outras características. A consequência dessa variação extrema da escolha feminina de ano para ano é a manutenção da variação genética em vários ornamentos sexuais masculinos diferentes. Um estudo mede a cor do corpo, a proporção de penas pretas versus marrons na garupa e no resto do corpo, o tamanho da mancha da asa, a cor da mancha da asa, o tamanho do corpo, o tamanho do bico e a massa residual, a fim de avaliar as várias características potencialmente selecionadas pelas fêmeas. O sucesso do emparelhamento social foi medido, bem como a aptidão total anual, e a escolha da fêmea foi considerada o principal fator. A plasticidade na escolha da fêmea é favorável à adaptação a mudanças em ambientes ecológicos e sociais.
A flexibilidade temporal na escolha da fêmea é semelhante ao fenômeno observado nos fringilídeos de Darwin, com diferentes tamanhos e formatos de bico favorecidos pela mudança no suprimento de alimentos ao longo dos anos, definida como seleção temporal no contexto da seleção natural. No tico-tico-alvinegro, uma característica que é selecionada positivamente em um ano provavelmente foi selecionada negativamente em um ano anterior. Essas flutuações drásticas destacam a importância de observar os padrões de seleção sexual em um período de tempo prolongado antes de tirar qualquer conclusão. Ao analisar períodos curtos, no entanto, é possível identificar a preferência das fêmeas anualmente, mas é difícil fazer qualquer extrapolação para essas avaliações. Outra consequência da variação da escolha das fêmeas anualmente é a possível eliminação da seleção fenotípica para o exagero de características masculinas.
Os machos são caracterizados como fracamente territoriais antes do acasalamento; no entanto, há algumas evidências de que as características do território estão correlacionadas com o assentamento da fêmea e, portanto, com o sucesso reprodutivo da fêmea. Estudos demonstraram que a sombra é um recurso importante para o sucesso reprodutivo das fêmeas. Como uma característica que limita o condicionamento físico, seria razoável esperar que isso pudesse explicar qualquer tendência existente de territorialidade dos machos. Entretanto, os níveis de agressão masculina não mudam, o que leva à conclusão de que a escolha feminina corresponde a mudanças nas características indicadoras de aptidão. O acasalamento extra-par tem sido associado à qualidade do local de nidificação, acrescentando mais caracterização à agressão masculina. Muitos estudos mostraram que as características do território são importantes para a aquisição de parceiros, mas um estudo recente mostra evidências de sua função reduzida em comparação com a escolha da fêmea.

### Alimentação
As aves forrageiam principalmente no solo, comendo principalmente insetos no verão e sementes no inverno; às vezes, fazem voos curtos em busca de insetos. Fora da época de nidificação, elas costumam se alimentar em bandos.

## Pássaro do estado
O tico-tico-alvinegro é o pássaro do estado do Colorado desde 1931.

## Status de conservação
Houve uma diminuição da população com a destruição do hábitat natural da pradaria.